# Stapelia parvula
Stapelia parvula är en oleanderväxtart som beskrevs av Lars Erik Kers. Stapelia parvula ingår i släktet Stapelia och familjen oleanderväxter. Inga underarter finns listade i Catalogue of Life.